# 恋人たちの垣根
『恋人たちの垣根』（こいびとたちのかきね）は、1978年10月5日から1979年4月5日までよみうりテレビ（制作）・日本テレビ系列の毎週木曜日21:00〜21:54で放映されたテレビドラマ。松竹株式会社制作。全26回。

## 概要・内容
ある空き地に建ち始めた二軒の家。一方は大手建築会社・永沢建設が担当したモダンな家。もう一方は昔かたぎの大工たちが建てた手作りの日本建築の家。その大工の棟梁の武村辰三は名人と言われる腕前ながら世の中に背を向けたような態度をとって働こうとしなかった。そこでインテリアデザイナーの娘の千津は、自分がインテリアを担当した貴金属商の東京支店店長・芹沢靖の家の建築を辰三にやらせようと考え、その予定地を見に行った所で、永沢建設の下請け工務店の建築技師・神崎喬に出会う。喬は隣の空き地に寝転んでいたが、千津を見かけるなり遠慮せず話しかけて来たのだった。千津と喬は最初対立しあうが、いつしか恋が芽生え始める。そんな二人を中心とした恋の経緯を描いた。

## 出演
- 武村千津：松坂慶子
- 神崎喬：林隆三
- 武村辰三：高松英郎
- 永沢暁子：范文雀
  - プロカメラマン。永沢建設の社長令嬢。
- 矢口夏江：丘さとみ
- 三郎（工務店の大工）：火野正平
- 大口健（工務店の大工）：小原秀明
- 山川新太（工務店の大工）：今村広則
- 弘子：真山知子
- ：稲垣昭三
- 和代（隣家の住人）：近松麗江
- 安吉（瓦職人）：花沢徳衛
- 昌枝：文野朋子
- 大村：天草四郎
- 「エトワール」のマダム：小夜福子
- 池永（デザイン工房社長）：渥美国泰
- 永沢幸栄（暁子の母）：楠田薫
- 永沢建設・平山専務：加藤和夫
- 芹沢靖：仲谷昇
- 芹沢伸子（靖の妻）：柳川慶子
- 阿部（工務店社長）：安部徹
- 阿部すみ江（阿部の妻）：久保菜穂子（第14話から）

## スタッフ
- 脚本：砂田量爾、蓬萊泰三
- 演出：荻野慶人、階堂昌和、山根治
- 音楽：青山八郎
- 主題歌：シンガーズ・スリー『恋人たちの垣根のテーマ』（演奏：レオン・サンフォニエット　発売：キングレコード）

## 放映リスト
| 話数 | 放送日         | サブタイトル         | 脚本     | 演出     |
| ---- | -------------- | -------------------- | -------- | -------- |
| 1    | 1978年10月5日  | （サブタイトル無し） | 砂田量爾 | 荻野慶人 |
| 2    | 1978年10月12日 | （サブタイトル無し） | 砂田量爾 | 荻野慶人 |
| 3    | 1978年10月19日 | （サブタイトル無し） | 砂田量爾 | 荻野慶人 |
| 4    | 1978年10月26日 | （サブタイトル無し） | 砂田量爾 | 荻野慶人 |
| 5    | 1978年11月2日  | （サブタイトル無し） | 砂田量爾 | 階堂昌和 |
| 6    | 1978年11月9日  | （サブタイトル無し） | 砂田量爾 | 階堂昌和 |
| 7    | 1978年11月16日 | （サブタイトル無し） | 砂田量爾 | 階堂昌和 |
| 8    | 1978年11月23日 | （サブタイトル無し） | 砂田量爾 | 階堂昌和 |
| 9    | 1978年11月30日 | （サブタイトル無し） | 砂田量爾 | 山根治   |
| 10   | 1978年12月7日  | （サブタイトル無し） | 砂田量爾 | 山根治   |
| 11   | 1978年12月14日 | （サブタイトル無し） | 砂田量爾 |          |
| 12   | 1978年12月21日 | （サブタイトル無し） | 砂田量爾 |          |
| 13   | 1978年12月28日 | （サブタイトル無し） | 砂田量爾 |          |
| 14   | 1979年1月11日  | 断ちがたき絆         | 蓬莱泰三 |          |
| 15   | 1979年1月18日  | 新しい足音           | 蓬莱泰三 |          |
| 16   | 1979年1月25日  | 燃える想い           | 蓬莱泰三 |          |
| 17   | 1979年2月1日   | 冬のめざめ           | 蓬莱泰三 |          |
| 18   | 1979年2月8日   | いのち               | 蓬莱泰三 | 階堂昌和 |
| 19   | 1979年2月15日  | 熱き抱擁             | 蓬莱泰三 | 階堂昌和 |
| 20   | 1979年2月22日  | 偽りの波紋           | 蓬莱泰三 | 階堂昌和 |
| 21   | 1979年3月1日   | 愛の絶叫             | 蓬莱泰三 | 山根治   |
| 22   | 1979年3月8日   | 愛の決断             | 蓬莱泰三 | 山根治   |
| 23   | 1979年3月15日  | 策動との対決         | 蓬莱泰三 | 階堂昌和 |
| 24   | 1979年3月22日  | 愛の炎               | 蓬莱泰三 | 階堂昌和 |
| 25   | 1979年3月29日  | ふれあいの時         | 蓬莱泰三 | 階堂昌和 |
| 26   | 1979年4月5日   | 明日への旅立ち       | 蓬莱泰三 | 階堂昌和 |